# Expo 1992 (Genova)
L'Esposizione internazionale specializzata Genova '92 - Colombo '92 (in francese Exposition Internationale spécialisée Genoa '92 Colombo '92; in inglese International Exhibition Genoa '92 Colombo '92) o più informalmente Expo 1992, si tenne a Genova in Italia dal 15 maggio al 15 agosto 1992, col tema Cristoforo Colombo - La nave e il mare. L'occasione per l'organizzazione della Expo fu il cinquecentenario del primo viaggio di Cristoforo Colombo. Per via dei temi a cui era dedicata le manifestazioni legate all'esposizione furono anche chiamate Colombiadi.
Nello stesso anno fu organizzata a Siviglia in Spagna un'altra esposizione, che però era organizzata secondo i canoni dell'esposizione universale.
Alberto Bemporad fu il commissario generale del governo italiano per l'Expo, affiancato da Federico Marzinot.

## Sito

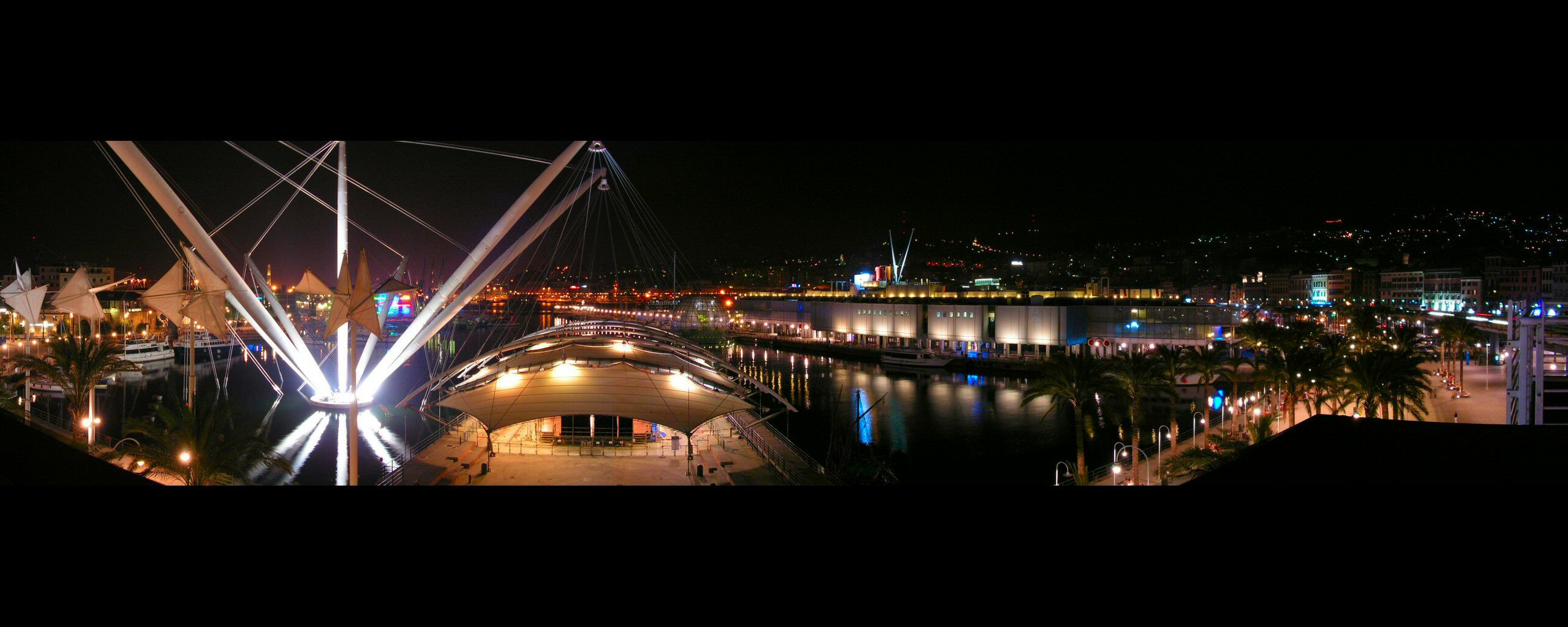
Vista notturna del Porto Antico di Genova, con l'acquario e il Bigo

L'Esposizione internazionale di Genova '92 si svolse al Porto Antico e permise l'intero restyling della zona, su disegno dell'architetto Renzo Piano, oltre che di parte del retrostante centro storico.
Lo stesso Piano, che si trovò a dover personalmente caldeggiare il progetto presso il governo, nei mesi precedenti alla manifestazione, affermò che l'idea di un'esposizione internazionale sul mare dedicata a Colombo gli era sembrata "un po' retorica, buona per le Grandi Esposizioni del secolo scorso, quando imperava il positivismo e la fiducia nel futuro e nel progresso era cieca", ma che poi aveva visto la possibilità di usare la manifestazione "per realizzare un progetto di recupero urbano di cui la città non poteva fare a meno", concentrando quindi l'evento nel centro città, invece che in qualche area periferica.
In particolare il sito espositivo venne suddiviso in quattro zone:
- Magazzini del Cotone. È un edificio del primo '900 adibito allo stoccaggio delle merci, dismesso in occasione delle Colombiadi. In questa struttura è stata ospitata la maggior parte dei padiglioni nazionali. Oggi è una struttura polifunzionale che ospita un centro congressi, negozi, ristoranti ed un cinema multisala.
- Deposito Franco e Quartiere Millo. Quest'area fu dedicata agli spazi di rappresentanza, ai servizi, ai padiglioni delle organizzazioni internazionali e ad alcuni dei Paesi partecipanti.
- Ponte Spinola, con l'acquario e la Nave Italia. Fungeva anche da padiglione Italia.
- Grande Bigo, con l'ascensore panoramico ispirato nelle forme alle gru da carico montate sulle navi. Ai suoi piedi la piazza coperta delle feste.

In occasione della manifestazione venne anche inaugurata la terza stazione della metropolitana cittadina, quella di Principe, posta nelle vicinanze dell'omonima stazione ferroviaria.

## Partecipanti
Parteciparono all'evento 54 Paesi in forma ufficiale e 3 in forma non ufficiale.
Ospite d'onore fu il governo della Bahamas, nazione in cui sbarcò per la prima volta nelle Americhe Cristoforo Colombo, sull'isola di San Salvador (Guanahani) il 12 ottobre 1492. Nel padiglione bahamense, allestito dall'architetto Alessandro Ubertazzi, furono esposte le sculture di Sebastian Matta "obelisco", Bruno Elisei "delfino", in omaggio al grande navigatore genovese..
| Paesi partecipanti  | Paesi partecipanti         | Paesi partecipanti   | Paesi partecipanti |
| Asia                | Asia                       | Asia                 | Asia               |
| ------------------- | -------------------------- | -------------------- | ------------------ |
| Cina                | Corea del Sud              | Giappone             | Israele            |
| Africa              |                            |                      |                    |
| Camerun             | Egitto                     | Marocco              | Senegal            |
| Tunisia             |                            |                      |                    |
| Europa              |                            |                      |                    |
| Bulgaria            | CSI                        | Croazia              | Francia            |
| Germania            | Grecia                     | Ungheria             | Città del Vaticano |
| Danimarca           | Francia                    | Italia               | Monaco             |
| Ordine di Malta     | Polonia                    | Portogallo           | Regno Unito        |
| Romania             | Spagna                     | Svizzera             |                    |
| Americhe            |                            |                      |                    |
| Argentina           | Bahamas                    | Bolivia              | Brasile            |
| Cile                | Colombia                   | Costa Rica           | Cuba               |
| Rep. Dominicana     | Ecuador                    | El Salvador          | Guatemala          |
| Haiti               | Honduras                   | Messico              | Nicaragua          |
| Panama              | Paraguay                   | Perù                 | Uruguay            |
| Stati Uniti         | Venezuela                  |                      |                    |
| Oceania             |                            |                      |                    |
| Stati/Regioni/Città |                            |                      |                    |
|                     |                            |                      |                    |
| Organizzazioni      |                            |                      |                    |
| CEE                 | Croce Rossa Internazionale | Croce Rossa Italiana | IILA               |
| Nazioni Unite       |                            |                      |                    |
| Aziende             |                            |                      |                    |
|                     |                            |                      |                    |

## I problemi finanziari e lo scandalo sull'affluenza
Durante la realizzazione della manifestazione e delle numerose opere pubbliche accessorie si ebbero problemi nel reperire i finanziamenti, in quanto le cifre stanziate in un primo momento (trecento miliardi di lire) si erano rapidamente rivelate insufficienti a coprire tutti gli investimenti previsti. Questa la situazione che si trovò a dover fronteggiare il neosindaco socialdemocratico di Genova Romano Merlo, eletto nel 1990 a guida di una giunta di centro sinistra composta da Partito Comunista Italiano (rientrato nel governo cittadino dopo alcuni anni di assenza), Partito Socialista Italiano, Partito Socialista Democratico Italiano e Partito Repubblicano Italiano.
Questa carenza di fondi si intrecciò con la crisi in cui versavano, fin dagli anni precedenti, i bilanci del comune, con un debito di quasi 100 miliardi di lire, che impedivano di fatto alla città di investire autonomamente ulteriori cifre ingenti nell'organizzazione dell'Expò, sia con le critiche, mosse da sinistra e verdi, a livello nazionale, al ministro dei lavori pubblici Giovanni Prandini, per i finanziamenti (circa 4000 miliardi) concessi ad Anas per opere che, pur essendo in parte motivate come propedeutiche allo svolgersi della manifestazione, si trovavano in rami della rete autostradale lontani da Genova. A livello nazionale alcune forze di opposizione ritenevano che questi finanziamento potessero essere dirottati, almeno parzialmente,  proprio sulla manifestazione stessa, per sostenerne i maggiori costi.
Una volta ottenuti ulteriori fondi, che portavano i finanziamenti ad un totale di circa 700 miliardi di lire, problematiche varie legate alla gestione dell'Ente Colombo rallentarono la loro spesa, ed anche la stessa promozione dell'evento iniziò con estremo ritardo, nella primavera inoltrata del 1991.
Terminata la manifestazione venne annunciato che l'Expo aveva attirato circa 1.700.000 visitatori contro i 3.000.000 previsti (anche se alcune stime ottimistiche degli anni precedenti arrivavano a sperare in più di 4.000.000).
Il conteggio venne successivamente rivisto e, nell'autunno 1992, si scoprì che i visitatori reali erano stati molto inferiori a quanto annunciato in un primo momento, circa 800.000, e che l'Ente Colombo, incaricato della manifestazione e presieduto dal sindaco di Genova Merlo, aveva incassato solamente 13 miliardi di lire contro i 45 miliardi previsti. Le false notizie circolate ed il successo della manifestazione inferiore a quanto sperato causarono numerose polemiche, che portarono alle dimissioni di Merlo, cui subentrò il vicesindaco comunista Claudio Burlando.

## Post Expo
Le Colombiadi e il progetto di Renzo Piano sono state il volano per il recupero totale del Porto antico di Genova. Dopo un periodo di semiabbandono, il lavoro è poi continuato negli anni seguenti:
- L'Acquario di Genova, negli anni, è diventato una delle più importanti attrazioni turistiche della città ed è stato ampliato e arricchito, con la biosfera, il nuovo padiglione dei cetacei del 2013 e l'annessione della Nave Italia quale parte integrante del percorso espositivo.
- Tra il 1998 ed il 2003 la metropolitana di Genova fu prolungata dalla stazione di Principe alla zona del Porto antico, con due nuove stazioni, Darsena e San Giorgio (avrebbe poi raggiunto il centro storico tra il 2005 ed il 2006 e la stazione ferroviaria di Brignole nel 2012).
- Il Bigo con l'ascensore panoramico è ancora in uso, così come la piazza delle feste.
- I Magazzini del Cotone sono stati riconvertiti e comprendono oggi un centro congressi, un auditorium, un cinema multisala, la biblioteca Edmondo de Amicis focalizzata sulla letteratura per bambini e ragazzi, negozi e ristoranti.
- L'area del quartiere Millo ospita Eataly, il Museo nazionale dell'Antartide Felice Ippolito, ristoranti, bar e negozi. Una delle palazzine alle sue spalle si trova il museo della storia del Genoa.
- Lo spazio che durante la manifestazione era dedicato alle scuole e ai laboratori didattici è ora un museo dedicato allo scenografo genovese Emanuele Luzzati.

In zona è stato anche fondato il Museo del mare Galata, diventato anch'esso un'importante attrazione turistica. È stata poi recuperata parte della zona portuale a fini abitativi (Marina Porto Antico).